# 葬いは俺が出す
『葬いは俺が出す』（とむらいはおれがだす）は、千葉真一の楽曲。

## 概要
千葉真一主演『狼やくざ 葬いは俺が出す』の主題歌で、アップテンボな旋律の楽曲である。キングレコードへ移籍した千葉のシングル7曲目としてリリースされた。『母を亡くした禿鷹よ』は演歌調の序盤から、テンボが途中からロック調に変わる楽曲である。

## 収録曲
SIDE-A
- 葬いは俺が出す
作詞 - 及川恒平、作曲 - 小室等、編曲 - 寺島尚彦[1][2]

SIDE-B
- 母を亡くした禿鷹よ
作詞 - 太田浩児、作曲・編曲 - 桜庭伸幸[1][2]

伴奏
- キング・オーケストラ[1][2]

## 形式・製作
※ライナーノーツより。
- 盤式 - EP（2曲とも45回転）
- ライナーノーツ - 4ページ
- 規格番号 - BS-1581
- 発売年月日 - 1972年11月7日
- 発売価格 - ￥500
- 音楽レーベル - キングレコード